# Richard Sykes (Fußballspieler)
Richard Sykes (* 28. November 1910 in South Elmsall; † Februar 1988 in Rotherham) war ein englischer Fußballspieler.

## Karriere
Sykes kam im Herbst 1932 von South Kirkby Colliery zum Drittdivisionär Rotherham United und trat erstmals Ende Oktober für das Reserveteam des Klubs in Erscheinung. Ursprünglich als  „kräftig gebauter“ Mittelstürmer verpflichtet, kam er auf dieser Position für die erste Mannschaft nur im November 1932 zu zwei torlosen Einsätzen (darunter sein Debüt in der Third Division North bei einem 2:1-Erfolg gegen Stockport County), bevor er bis Saisonende als linker Halbstürmer aufgeboten wurde. 
Zu Beginn der Saison 1933/34 war der Klub auf der Suche nach einem Mittelläufer und hatte an den ersten neun Spieltagen nacheinander Walter Spicer, George Davis, Reg Freeman, Steve Forde und Melvyn Millington aufgeboten. Sykes kam auf dieser Position erstmals am zehnten Spieltag zum Einsatz und behielt bis Saisonende auf dieser neuen Position einen Stammplatz; die Mannschaft kam aber nicht über den vorletzten Tabellenplatz hinaus und musste sich zur Wiederwahl um den Verbleib in der Football League stellen. Eines der wenigen Highlights jener Saison verlebte der Klub im FA Cup, als man nach Siegen über South Bank St Peters und Coventry City in der dritten Runde in einem Heimspiel vor über 20.000 Zuschauern am Erstligisten Sheffield Wednesday scheiterte. Nach einem schwachen Start in die Saison 1934/35, als Rotherham an den ersten sechs Spieltagen ohne Sieg blieb, verlor Sykes seinen Platz in der Mannschaft, die Mittelläuferposition wurde in der Folge von Dick Duckworth oder Joseph Hawkins besetzt. 
Am Saisonende verließ Sykes Rotherham und schloss sich Denaby United in der Midland League an; im März 1936 stellte er einen „auffälligen Mittelläufer“ beim Gewinn des Sheffield & Hallamshire Senior Cups durch einen 4:2-Erfolg gegen Worksop Town dar.